# Chimica Târnăveni
Chimica Târnăveni è una società calcistica rumena, attiva dal 1918 al fallimento del 2001.

## Storia
Per molti anni militò nella serie C rumena con l'eccezione di una piccola militanza in serie B. Non ha mai raggiunto la massima serie.
Nel 2001 la società andò in fallimento, insieme al suo sponsor, il "Combinat Chimic" di Târnaveni (una fabbrica di prodotti chimici).
Fra i calciatori che hanno militato nelle giovanili della squadra troviamo László Bölöni.

## Colori e simbolo
I colori della divisa erano bianco e nero. Comunque, la squadra giocava anche in blu, e in tutta la sua storia calcistica ha giocato in molti altri colori.

## Stadio
Lo stadio era lo "Stadio Comunale di Târnaveni", in parte demolito dal comune.